# Thomas Jessayyan Netto
Thomas Jessayyan Netto (ur. 29 grudnia 1964 w Puthiyathura) – indyjski duchowny katolicki, arcybiskup Trivandrum od 2022.

## Życiorys

### Prezbiterat
Święcenia kapłańskie otrzymał 19 grudnia 1989 i został inkardynowany do archidiecezji Trivandrum. Pracował głównie jako duszpasterz parafialny, był też m.in. rektorem niższego seminarium oraz wikariuszem biskupim ds. posług liturgicznych.

### Episkopat
2 lutego 2022 papież Franciszek mianował go arcybiskupem metropolitą Trivandrum. Sakry udzielił mu 19 marca 2022 arcybiskup Maria Callist Soosa Pakiam.